# مطار وشاهو جانغوداو
مطار وشاهو جانغوداو (بالصينية: 梧州长洲岛机场)(إياتا: WUZ، إيكاو: ZGWZ) مطار عام يقع بمدينة واتشو في قوانغشي في الصين. يبلغ طول المدرج 1800 م . أغلق المطار في 23 يناير 2019 بعد افتتاح مطار وشاهو شيانغ الجديد.

## وصلات خارجية
- http://www.flightstats.com/go/Airport/airportDetails.do?airportCode=WUZ